# Indian Wells Open 2003
L'Indian Wells Open 2003 (conosciuto anche come Pacific Life Open per motivi di sponsorizzazione) è stato un torneo professionistico di tennis giocato sul cemento. 
È stata la 30ª edizione dell'Indian Wells Open e faceva parte della categoria ATP Masters Series nell'ambito dell'ATP Tour 2003 e della Tier I, nell'ambito del WTA Tour 2003. 
Sia il torneo maschile che quello femminile si sono giocati dal 5 al 16 marzo 2003 all'Indian Wells Tennis Garden di Indian Wells (California), negli Stati Uniti.

## Campioni

### Singolare maschile
Lleyton Hewitt ha battuto in finale  Gustavo Kuerten con il punteggio di 6–1, 6–1

### Singolare femminile
Kim Clijsters ha battuto in finale  Lindsay Davenport con il punteggio di 6–4, 7–5,

### Doppio maschile
Wayne Ferreira /  Evgenij Kafel'nikov hanno battuto in finale  Bob Bryan /  Mike Bryan con il punteggio di 6–1, 6–4

### Doppio femminile
Lindsay Davenport /  Lisa Raymond hanno battuto in finale  Kim Clijsters /  Ai Sugiyama con il punteggio di 3–6, 6–4, 6–1